# 置富第一城
置富第一城，為香港新界沙田區沙田第一城一個商場及街市建築群，位於新界沙田銀城街1號、2號及樂城街6號，為沙田第一城及附近居民提供服務，現由置富產業信託持有。

## 業權
商場原由發展商新鴻基地產、長江實業、恆基兆業及新世界發展持有。2002年7月，新鴻基地產向長江實業出售所持25%權益，至2005年長實旗下的不動產投資信託置富產業信託向長江實業購入所持商場權益。
在2011年7月，置富產業信託把旗下商場改名，第一城中心（City One Plaza）及銀城商場（Ngan Shing Commercial Centre）統一命名為置富第一城，當中銀城商場更名為置富第一城·樂薈。現時置富第一城為置富產業信託的兩個旗艦商場之一。
2012年7月，信託宣佈投資1億港元的翻新工程首階段已完成，同時亦將商場內的中央公園重新命名為「置富第一園」。
由於沙田第一城及鄰近屋苑並沒有其他購物商場以供日常需要，加上附近設有多所中小學，使置富第一城的人流不俗。另設有1條行人天橋連接置富第一城及置富第一城·樂薈。

## 置富第一城

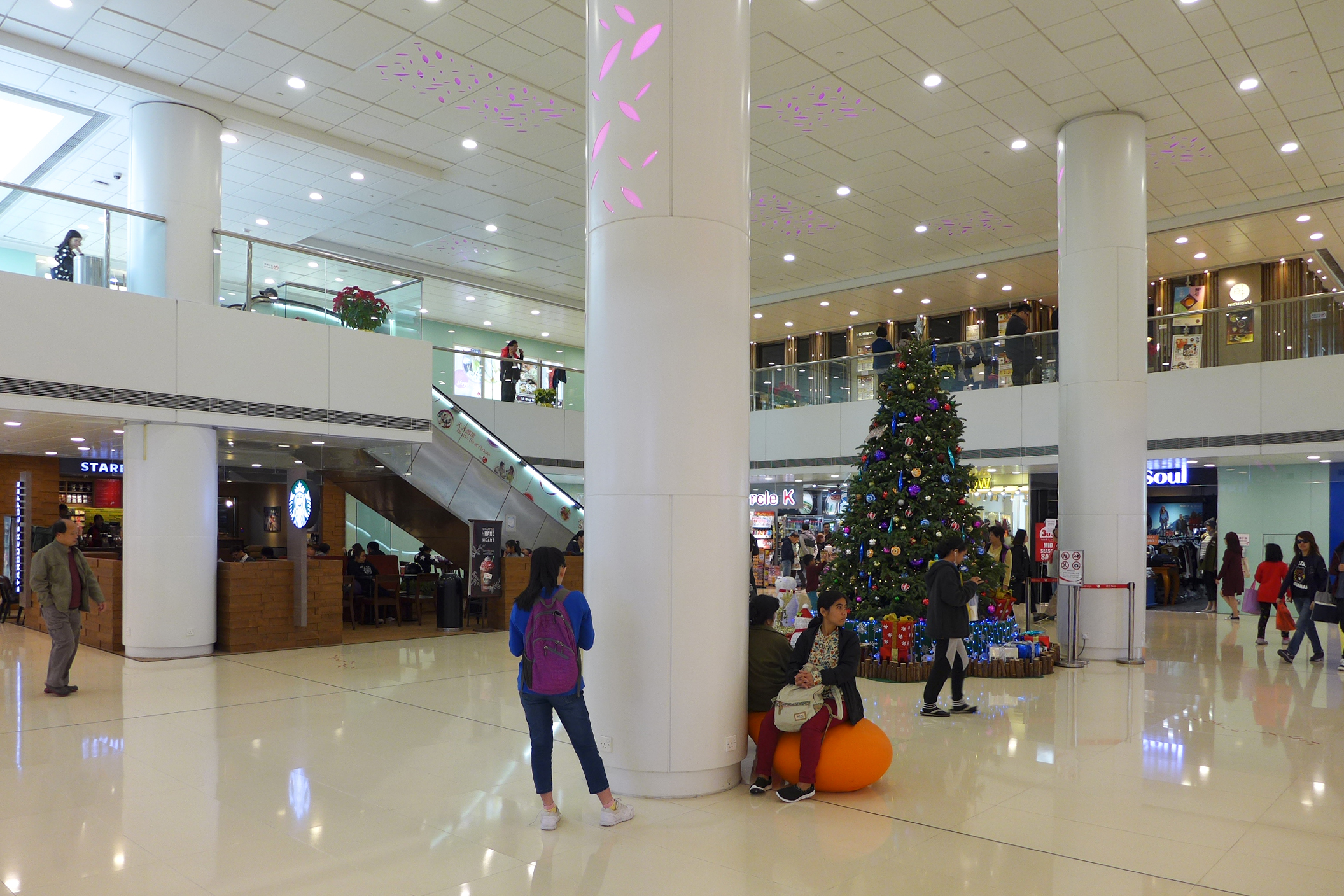
2012年翻新後的置富第一城中庭

置富第一城（英文：Fortune City One，前名：第一城中心），為一個2層高購物中心，為沙田第一城附屬的中型商場。
場內有多間食肆，以提供中式、日式、快餐、麵包、韓式、意大利等美食，而亦設有多間日常生活店鋪，如健康美容、藥房、便利店、銀行等。商場內亦有郵政局（第一城郵政局），方便居民。商場設有停車場。另外，商場亦設有港鐵特惠站，以吸引附近居民乘搭港鐵。
- 眼鏡、珠寶及配飾：眼鏡88
- 時裝：Marathon Sports、Walker Shop、Gap、Martha
- 飲食：吉野家、KFC、福彩海鮮酒家、大家樂、麥當勞、Starbucks Coffee、Pizza Hut Delivery、和民、甘味讚岐手打烏冬、元氣壽司、味千拉麵、叻哥茶餐廳、美好快餐、日牛涮涮鍋專門店、第一城冰站、La Kaffa、多味美、西貢星越泰風味館、La Dolce、八方雲集鍋貼水餃專賣店、十八番、韓食一番地。
- 餅店：美心西餅、聖安娜餅屋、東海堂、英王麵包店、榮華餅家
- 電腦產品：腦博士
- 銀行：交通銀行、恆生銀行
- 零食：759阿信屋
- 其他：第一城郵政局、Circle K、有機仔仔。

## 置富第一城‧樂薈

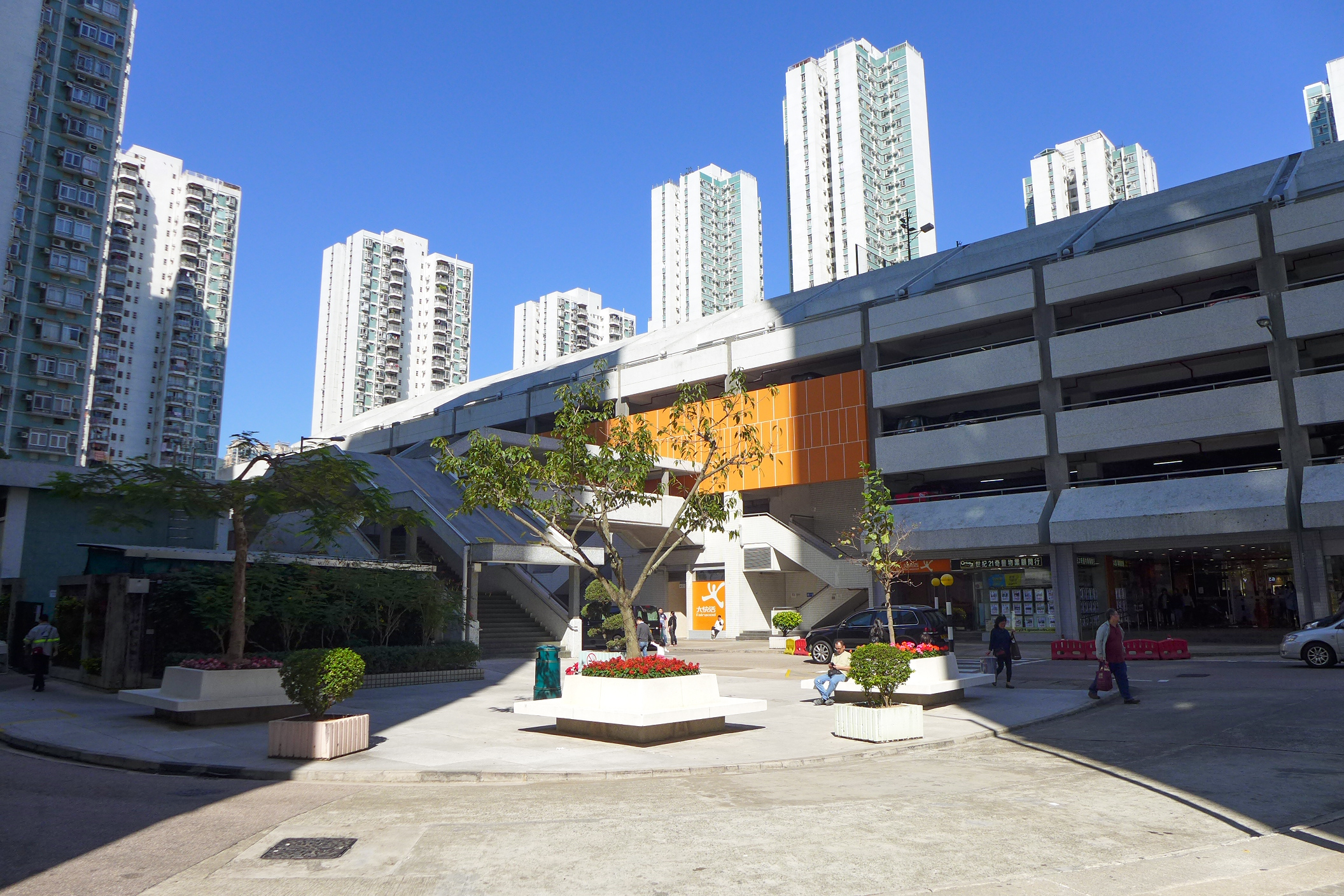
置富第一城‧樂薈外貌，前方道路為百得街

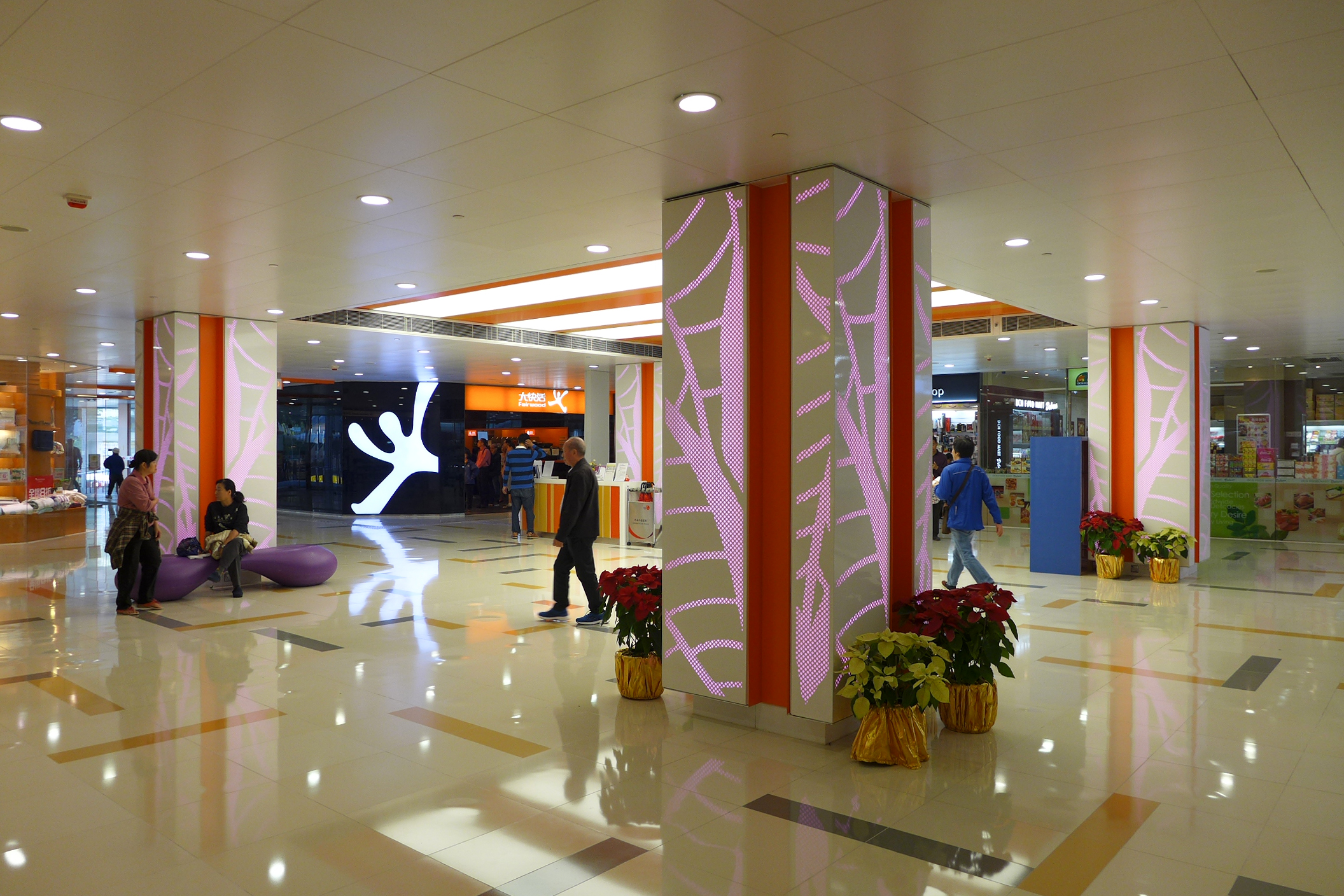
翻新後的置富第一城‧樂薈內貌

置富第一城‧樂薈（英文：Fortune City One Plus，前名：銀城商場），是一座4層高的多層大廈停車場，地面為購物中心。
場內設有日常家品、大型超級市場、銀行、地產代理、電器等商店，食肆餐廳可以近觀第一城屋苑內街景，提供中式、快餐、麵包等美食。

### 翻新工程
- 2010年4月，置富第一城‧樂薈（當時仍稱銀城商場）內不少租戶都展示搬遷或裝修大減價的告示，而分別位於置富第一城‧樂薈內以及對面置富第一城內的兩間百佳超級市場亦先後結業。
- 2010年5月開始，置富第一城‧樂薈開始圍起木板，其後進行翻新工程。
- 2010年9月1日，於置富第一城‧樂薈的翻新工程完工，佔地約24,000平方呎的百佳超級廣場率先於同年8月23日重新開業，比較原先位於置富第一城內的百佳超級廣場面積還稍微大一點。另外OK便利店、大快活、家品屋(family house)、豐澤、金怡電業亦陸續在同年9月於置富第一城‧樂薈開業。
- 2012年7月，信託宣怖投資一億港元的新一期翻新工程首階段已完成（包括置富第一城）。
- 2013年6月，街市進行「資產增值工程」，於2013年年尾完成。[3]

## 置富第一城‧集

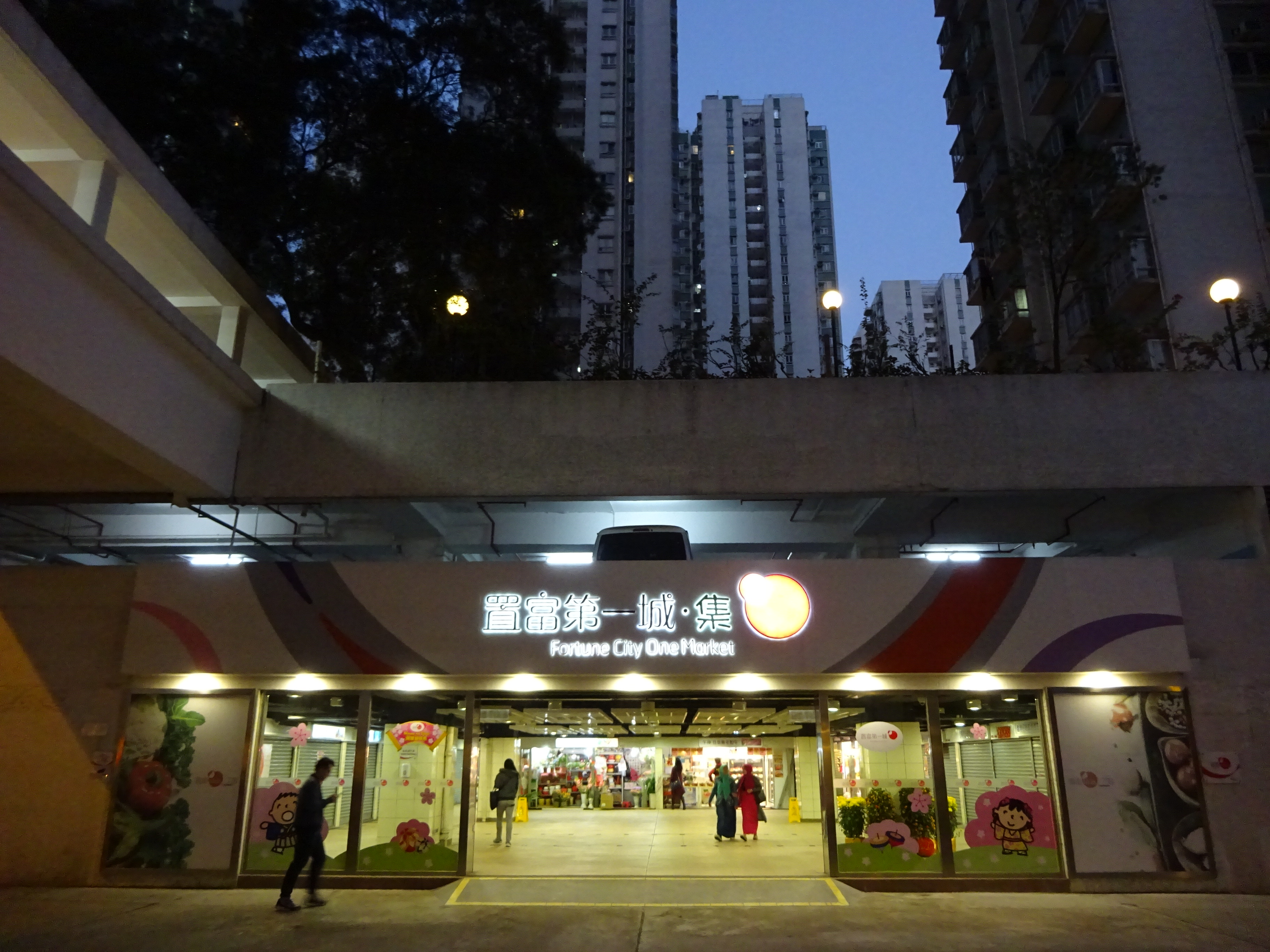
置富第一城‧集

位於置富第一城以東，佔地一層，是一個私營街市。置富產業信託曾於2013年進行翻新工程，以提升街市環境。

## 鄰近地點
- 沙田第一城
- 小瀝源遊樂場
- 晴碧花園

## 外部連結
- 置富第一城官方網站